# Gatka
Gatka é uma tradicional forma de combate do Sul da Ásia que utiliza varas de madeira para simular espadas durante partidas. Atualmente, é tida como referência das artes marciais do noroeste da Índia, também conhecida com Shastara Vidiyâ, do sânscrito sastra-vidya ou "ciência das armas"). A expressão artística não é exclusiva de nenhum grupo ou religião, mas é uma forma secular de combate em todo o norte da Índia e Paquistão. Os ataques e contra-ataques variam de uma região para outra, mas as técnicas básicas são as mesmas.
A Gatka pode ser praticada como um esporte (khel) ou ritual (rasmi). O esporte é jogado por dois participantes empunhando varas de madeira denominadas Gatka. Essas varas podem ser emparelhadas com um escudo. Os pontos são marcados por encostar a vara no corpo do adversário. O ritual é apenas para demonstração, e é acompanhado por música durante ocasiões, como casamentos, ou como parte de uma performance teatral como a dança Chhau. Um praticante de Gatka é chamado de gatkabai enquanto o professor é conhecido como Guru ou Gurudev.

## Origem
A Gatka é a arte marcial dos Sikhs, e esta diretamente ligada À religião e utiliza armas básicas, como espadas e escudos, que foram desenvolvidos pelo Guru Hargobind (o sexto guru), que por sua vez foi treinado pelos Raiputs (guerreiros hindus do norte da Índia). Os Sikhs, na época, se opunham ao Império Mughal que os oprimia em nome do Islamismo. O décimo guru,Gobind Singh Ji, continuou encorajando o treinamento da luta, e em 1699 fundou a Khalsa, uma ordem especial na qual todos os Sikhs queriam se unir. A ordem estava sujeita aos maus-tratos do imperador, que ordenou o confisco dos cinco símbolos da Gatka: Kanga (um pente de madeira pequeno), Kachhehra (calças longas), Kalsa (bracelete de aço usado no punho direito), Kesh (cabelo não cortado) e o Kirpan (cimitarra).
O Khalsa foi criado para treinar lutadores que iam combater e resistir a qualquer comunidade religiosa opressora. Todos naquela época usavam o Kirpan e eram treinados para resistir aos violentos ataques. A Gatka foi muito usada entre os séculos XVI e XVII em inúmeras batalhas contra o Império Mughal. Após o fim desse império a região do Punjab viveu tempos de paz e tranquilidade entre Sikhs, hindus e muçulmanos.

## Treinamento
O tradicional treino de Gatka é chamado de akhara. Os Sikhs treinam em situações religiosas, também sendo concebida no Gurdwara (Templo Sikh). Tradicionalmente, drogas e alcoolismo são considerados repugnantes, e os professores se recusam a ensinar viciados.

## Armamento
- Espadas
- Escudos
- Lanças
- Adagas

## Performance
O aspecto performático de Gatka é conhecido como rasmi, que significa "ritual". Durante casamentos ou outros festivais, o noivo repete inúmeros movimentos com uma ou duas espadas.